# Декснис, Таливалдис
Та́ливалдис Де́кснис (латыш. Tālivaldis Deksnis; 27 октября 1946, Айзпуте — 17 марта 2018) — советский и латвийский органист.

## Биография
Окончил Латвийскую консерваторию (1974) по классу фортепиано Николая Федоровского, однако затем переключился полностью на карьеру органиста, занимался под руководством Николая Ванадзиня, в 1983 г. окончил вновь Латвийскую консерваторию по классу органа Петериса Сиполниекса. В 1986—2008 гг. преподавал там же.
Широко гастролировал по всему СССР, в 1986 г., в частности, дал первый публичный концерт на новом органе Харьковской филармонии. В постсоветскую эпоху выступал с концертами в Германии, Франции, Италии, Швеции, Финляндии, США и многих других странах. Известен как пропагандист латвийской органной музыки, один из наиболее активных участников выпускавшейся в 1980-е гг. серии долгоиграющих пластинок «Исторические органы Латвии». Принял участие в записи оратории Люции Гаруты «Господь, Твоя земля в огне».
Лауреат премии Союза композиторов Латвийской ССР (1986), Большой музыкальной награды (1996). Офицер Ордена Трёх звёзд (2007).